# 格林伍德 (加利福尼亞州格倫縣)
格林伍德（英語：Greenwood）是位於美國加利福尼亞州格伦縣的一個非建制地區。該地的面積和人口皆未知。

## 地理
格林伍德的座標為39°41′46″N 122°11′40″W / 39.69611°N 122.19444°W，而該地的平均海拔高度為70米（即230英尺）。